# Têtu
Têtu is een Frans maandelijks holebimagazine met een oplage van 33000. Het werd opgestart in 1995 door Didier Lestrade, Pascal Loubet en financierder Pierre Bergé. Het onderschrift van het magazine was tot 2007 "le magazine des gays et lesbiennes", daarna richtte het zich voornamelijk op een mannelijke publiek.

## Geschiedenis
In 2013 verkocht Pierre Bergé het magazine aan Jean-Jacques Augier. Begin 2015 werd het failliet verklaard en verscheen het niet meer. Een Frans start-up bedrijfje maakte vanaf november 2015 een online editie.
In 2017 verscheen voor het eerst weer een papieren versie van het magazine.
Momenteel is Adrien Naselli hoofdredacteur.